# ليبرالية تكنولوجية
الليبرالية التكنولوجية Technolibertarianism، والتي يشار إليها أحيانًا باسم ليبرالية سيبرانية، وهي فلسفة سياسية لها جذور في ثقافة القرصنة الإلكترونية المبكرة في وادي السيليكون في أوائل التسعينيات وفي الليبرالية الأمريكية.    تركز هذه الفلسفة على تقليل التنظيم الحكومي، والرقابة، أو أي شيء آخر في طريق الشبكة العنكبوتية العالمية "المجانية". تشير كلمة "مجاني" إلى معنى libre (بدون قيود)، وليس gratis (بدون تكلفة). يتبنى أنصار الحرية السيبرانية التسلسل الهرمي السلس القائم على الجدارة، والذي يعتقد أنه من الأفضل خدمته من خلال الأسواق. أشهر مؤيدي الحرية السيبرانية هو جوليان أسانج. اشتهر مصطل "الليبرالي التكنولوجي في الخطاب النقدي من قبل الكاتبة المتخصصة في التكنولوجيا بولينا بورسوك.

## المبادئ
يتم تعريف مبادئ التكنولوجيا الليبرالية على النحو التالي:
- ينبغي للسياسة أن تأخذ دائمًا بعين الاعتبار الحريات المدنية
- ينبغي أن تعارض السياسة الإفراط في التنظيم الحكومي
- إن السياسة التي توفر حوافز السوق الحرة العقلانية هي الخيار الأفضل

## المؤيدون البارزون
- جوليان أسانج
- جون بيري بارلو
- جون جيلمور
- تي جيه رودجرز